# Kongo (taal)

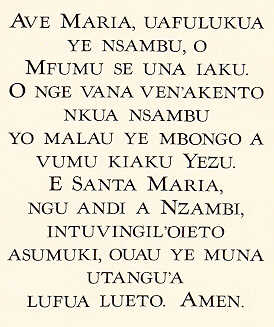
Weesgegroet in het Kikongo

Kikongo, ook wel Kongo genoemd, is een inheemse Afrikaanse taal die behoort tot de Bantoetalen. Ze wordt gesproken door het Kongovolk afkomstig uit het grensgebied van de huidige Democratische Republiek Congo, de Republiek Congo, Angola en Gabon. De taal telt ongeveer zeven miljoen sprekers, die meestal ook het Lingala beheersen.
Kikongo behoort tot de H-groep binnen de classificatie van Bantoetalen. De creooltaal Kituba, die wijdverspreid is langs de Atlantische kust van Centraal-Afrika, is gebaseerd op het Kikongo. Sporen van de taal zijn zelfs terug te vinden in voodoorituelen onder de Afro-Caribische gemeenschappen in landen als Cuba, Jamaica en Brazilië.
Kikongo was de eerste Bantoetaal die systematisch werd opgeschreven. Het diende als voertaal van het Koninkrijk Kongo, dat al rond 1500 nauwe contacten onderhield met Portugal en rond 1600 met Nederland. In 1905 verscheen een Bijbelvertaling in het Kikongo, evenals een woordenboek uit dezelfde periode.

## Voorbeelden
| Woord    | Vertaling        |
| -------- | ---------------- |
| ntoto    | aarde/wereld     |
| zulu     | hemel            |
| maza     | water            |
| tiya     | vuur             |
| yakala   | man - echtgenoot |
| nkento   | vrouw            |
| mandombe | zwarte           |
| mundelé  | blanke           |
| ku-dya   | eten             |
| kunwa    | drinken          |
| kukina   | dansen           |
| -nene    | groot            |
| -fioti   | klein            |
| mpimpa   | nacht            |
| lumbu    | dag              |
| mbote    | goeiedag         |
| mingi    | veel             |
| kitoko   | mooi             |

Opmerking: Werkwoorden in de infinitief beginnen altijd met ku- dat wordt uitgesproken als "koe".